# Disegni di Hieronymus Bosch
Alcuni tra i disegni di Hieronymus Bosch sono sopravvissuti fino ai giorni nostri. Tra questi vi sono schizzi non facilmente ricollegabili a opere del pittore fiammingo, mentre altri sono disegni preparatori. 
| Nome e Dettagli | Immagine | Immagine |
| | Fronte   | Retro    |
| Due mostri Tecnica: Disegno a penna Dimensione: 86 x 182 mm Collocazione: Staatliche Museen, Berlino |          |          |
| Due mostri - Tartaruga e demone alato Tecnica: Penna e bistro Dimensione: 164 x 116 mm Collocazioneon: Staatliche Museen, Berlino |          |          |
| Tentazione di San Antonio - Cantanti nell'uovo Tecnica: Penna e bistro Dimensione: 257 x 175 mm Collocazione: Staatliche Museen, Berlino Attribuzione incerta. |          |          |
| La foresta che ascolta e il campo che vede Tecnica: Penna e bistro Dimensione: 202 x 127 mm Collocazione: Staatliche Museen, Berlino |          |          |
| Un agricoltore e tre mezze figure |          |          |
| Scene dell'Inferno |          |          |
| Mendicanti Tecnica: Penna e bistro Dimensione: 285 x 205 mm Collocazione: Albertina, Vienna Non è certo se l'autore sia Bosch o Pieter Bruegel il Vecchio. |          |          |
| Scene dell'Inferno - Un sacerdote |          |          |
| Una buffa scena dal barbiere Tecnica: Penna e inchiostro marrone su gesso nero Dimensione: 174 × 207 mm. Collocazione: Londra, British Museum Questo disegno sarà successivamente posto in incisione da Pieter van Der Heyden. |          |          |
| Il funerale Date: 1507 Tecnica: Inchiostro e colore grigio Dimensione: 250 x 350 mm Collocazione: British Museum, Londra Già attribuito a Bosch. |          |          |
| Due teste caricaturali Tecnica: Penna e bistro Dimensione: 133 x 100 mm Collocazione: Lehmann Collection, New York |          |          |
| Gruppo di spettatori |          |          |
| Mostri Tecnica: Penna e bistro Dimensione: 318 x 210 mm Collocazione: Ashmolean Museum, Oxford |          |          |
| Streghe Tecnica: Penna e bistro Dimensione: 203 x 264 mm Collocazione: Musée du Louvre, Parigi |          |          |
| Mostri - Studi di San Antonio |          |          |
| Mago - Festaioli ed elmi |          |          |
| La nave dei pazzi Date: c. 1500 Tecnica: Colore su carta grigia Collocazione: Musée du Louvre, Parigi Compiuto dopo la morte di Bosch da artista sconosciuto. |          |          |
| Morte di un avaro Dimensione: 256 x 149 mm Collocazione: Musée du Louvre, Parigi Anche se pensato originalmente come disegno preparatorio per il dipinto omonimo, oggi si crede che il disegno sia opera di un seguace di Bosch. Per quanto riguarda il dipinto, l'esame del disegno sottostante rivela che Bosch ridusse la lunghezza della freccia stretta in mano dalla Morte nella versione finale. La lunghezza in questo teorico schizzo preparatorio è invece identica a quella finale del dipinto, il che fa comprendere come probabilmente questo sia stato usato come base per una copia. L'artista sconosciuto ha inoltre aggiunto dettagli, come ad esempio una croce ortodossa sotto la volta a botte. L'asserzione che questo disegno sia effettivamente opera di Bosch è stata usata da Linda Harris per testimoniare che Bosch fu effettivamente un praticante della religione Catara. |          |          |
| Due streghe - Volpe e gallo |          |          |
| Il nido del gufo |          |          |
| Donna che porta l'acqua - Uomo visto da dietro |          |          |
| Nave in fiamme Tecnica: Penna e bistro Date: 176 x 153 mm Collocazione: Akademie der bildenden Künste, Vienna Attribuzione incerta. |          |          |
| Alveare e streghe Tecnica: Penna e bistro Dimensione: 192 x 270 mm Collocazione: Albertina, Vienna |          |          |
| Uomo-Albero Date: c.1470s (?) Tecnica: Penna e bistro Dimensione: 277 x 211 mm Collocazione: Graphische Sammlung Albertina, Vienna L'Uomo-Albero apparirà poi nel Trittico del Giardino delle delizie. |          |          |
| Mendicanti e storpi Tecnica: Penna e bistro Dimensione: 264 x 198 mm Collocazione: Bibliothèque Royale Albert I, Bruxelles Come il disegno Mendicanti, non è certo se sia opera di Bosch o Bruegel. |          |          |
| Cristo che porta la croce Tecnica: Penna Dimensione: 236 x 198 mm Collocazione: Museum Boijmans Van Beuningen, Rotterdam Già attribuito a Bosch. |          |          |
| Maria e Giovanni ai piedi della croce Tecnica: Pennello Dimensione: 302 x 172 mm Kupferstichkabinett, Dresda |          |          |